# Sōryū-Klasse (1937)
Die Sōryū-Klasse war eine Klasse von zwei Flugzeugträgern der Kaiserlich Japanischen Marine. Obwohl beide Schiffe zunächst als identische Einheiten geplant worden waren, erhielt die später gebaute Hiryū jedoch erheblich Modifikationen, so dass in manchen Publikationen die Schiffe nicht als Klasse, sondern als Einzelschiffe geführt werden. So unterschied sich die Typverdrängung der Hiryu von der Soryu um 1420 Tonnen (17.580 zu 16.160 Tonnen).
Die Flugzeugträger waren die ersten ihrer Art, die bereits in der Planungsphase als eigenständige Schiffsklasse vorgesehen waren, während zuvor der japanische Flugzeugträgerbau nur die Einzelschiffe Hōshō und Ryūjō und die Umbauten der Schiffe Kaga und Akagi hervorgebracht hatte.

## Entwicklungsgeschichte
Der leichte Flugzeugträger Ryūjō war von der Kaiserlichen Marine als zweiter Flugzeugträger vom Kiel an geplant worden. Da Japan aber nach der Flottenkonferenz von Washington von 1922 sein Gesamtkontingent an Flugzeugträgertonnage weitgehend ausgeschöpft hatte, wählte man die Möglichkeit, ein Schiff zu bauen, das nach dem Vertrag nicht als Flugzeugträger galt. Eine Lücke im Vertragswerk sorgte dafür, dass nur ein Schiff über 10.000 tn.l. als Flugzeugträger zählte, so dass die Ryūjō mit etwas weniger als 10.000 tn.l. geplant wurde. Das Resultat war 1933 ein Schiff, das nur geringen taktischen Wert hatte, aber zahlreiche Probleme des neuen Schiffstyps verdeutlichte.
Während die meisten Probleme auf die Tonnagebeschränkung zurückzuführen waren, beeinflusste ein weiterer Kritikpunkt spätere Bauten nachhaltig. Das Flugzeughangar, aufgesetzt auf einen Rumpf mit niedrigem Freibord, machte die Ryūjō topplastig und eine Vergrößerung des Hangars verstärkte das Problem noch, so dass das Schiff instabil und, bis zu einem Umbau 1934, kaum seetauglich war.
Zwar hatte man ähnliche Hangars bereits bei Kaga und Akagi benutzt, doch trugen diese im Rumpf massive Panzerungselemente aus ihrer Zeit als Schlachtschiff und Schlachtkreuzer, so dass ihr Schwerpunkt tiefer lag als bei der ungepanzerten Ryūjō.
Bei ersten Planungen, die von 1931 bis 1932 durchgeführt wurden, waren die beiden neuen Schiffe der Sōryū-Klasse noch als Mischung aus Kreuzer und Flugzeugträger projektiert, die Kämpfe auch mit Geschützen austragen konnten. Mit dem sich abzeichnenden Ausstieg Japans aus dem internationalen Flottenvertragssystem wurden die Pläne überarbeitet und die Schiffe als vollwertige Flugzeugträger angelegt. Gestützt auf Rumpfform, Panzerschutz und Maschinenanlagen, die denen eines Schweren Kreuzers ähnelten, konnte eine hohe Geschwindigkeit erreicht werden, und das überarbeitete Hangarsystem erlaubte die Unterbringung von deutlich mehr Flugzeugen als bisherige Bauten.

## Planungsunterschiede

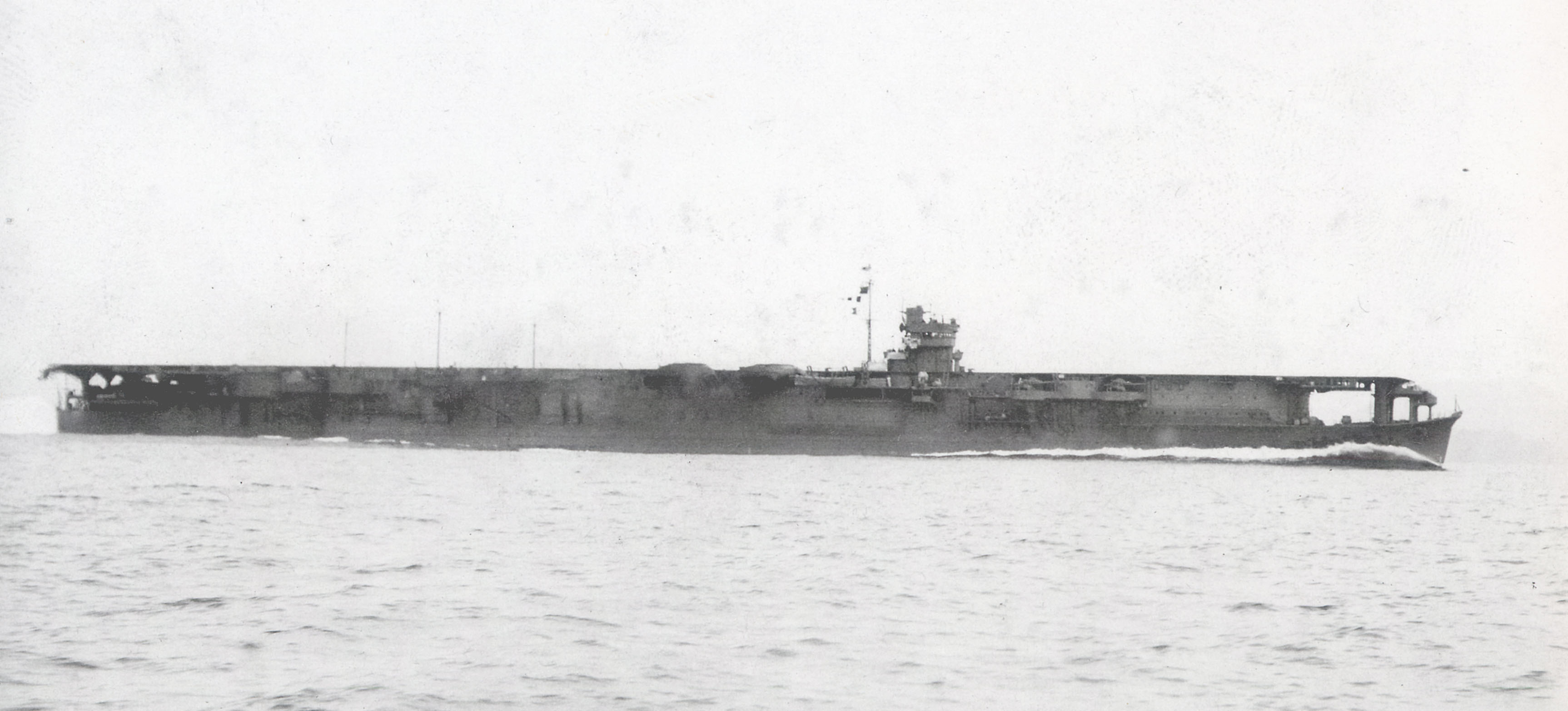
Die Sōryū 1938

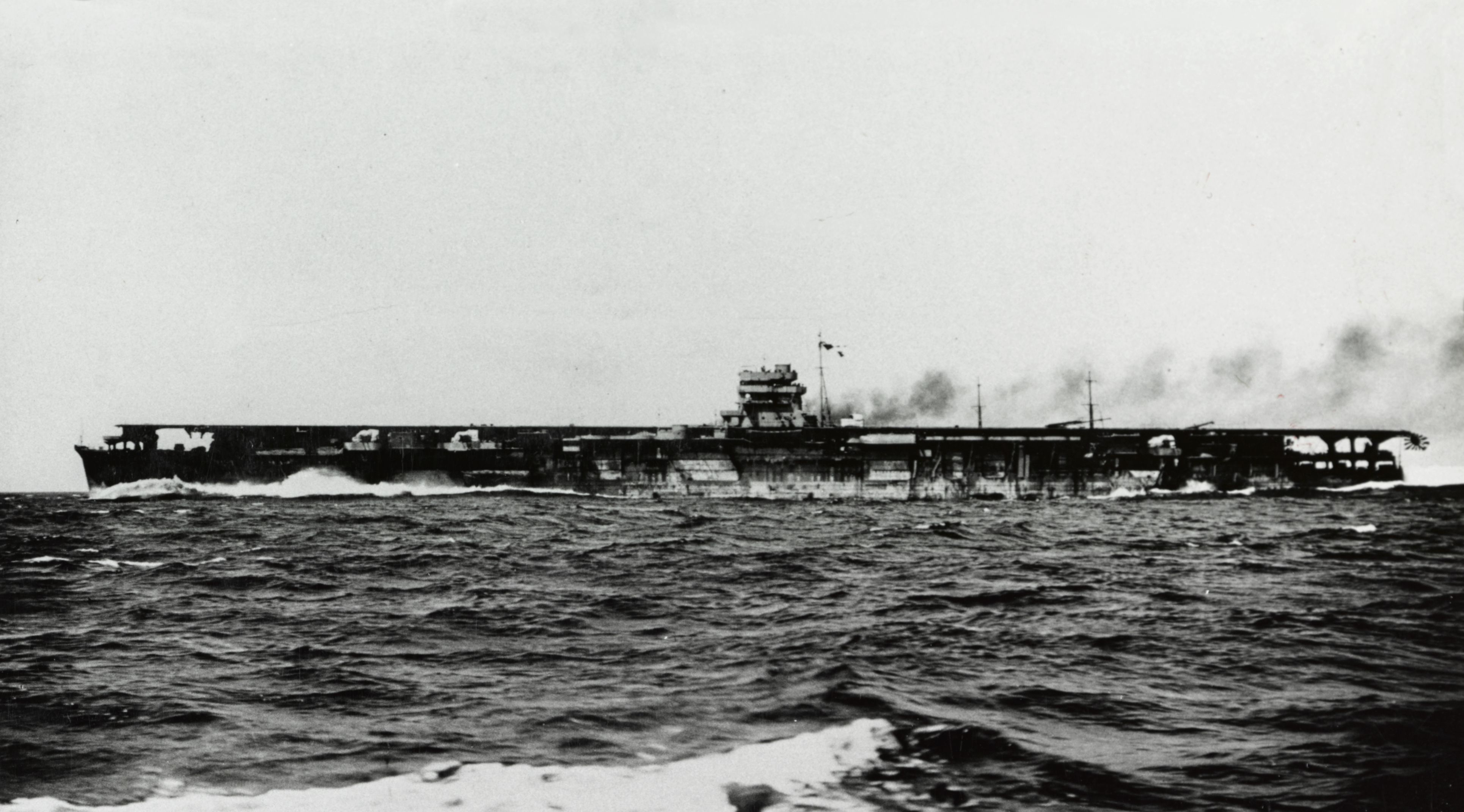
Die Hiryū. Das höhere Freibord im Vergleich zur Sōryū ist hier deutlich am kleineren Abstand zwischen Flugdeck und Vorschiff zu erkennen. Der größere Brückenturm zeichnet sich ebenfalls deutlich ab.

Beide Schiffe der Klasse erhielten einen modifizierten Kreuzerrumpf. Die Rumpflänge der Sōryū betrug 227,50 m bei einer maximalen Breite von 21,3 m. Als direkte Folge der verheerenden Schäden, die ein schwerer Taifun 1935 einer japanischen Flotte zugefügt hatte, wurden sämtliche Schiffe überarbeitet und die Hiryū vor ihrer Kiellegung 1936 komplett überplant. Ihr Vorschiff wurde bis zur Bugspitze höher gezogen und reichte damit dichter unter das Flugdeck als bei ihrem Schwesterschiff. Mit 227,35 m Länge war sie etwas kürzer als die Sōryū. Eine Erhöhung der Stabilität wurde durch eine Verbreiterung des Rumpfes um etwa einen Meter auf 22,32 m erreicht. Die Standardverdrängung erhöhte sich folglich von den 15.900 tn.l. der Sōryū auf 17.300 tn.l. bei der Hiryū, der Tiefgang stieg um 30 Zentimeter.
Die Verbreiterung des Rumpfes der Hiryū erlaubte es, 73 Flugzeuge gegenüber 71 bei ihrem Schwesterschiff mitzuführen. Allerdings konnten beide Träger nur 57 einsatzbereite Maschinen mitführen, während der Rest teilweise zerlegt als Reserve gelagert wurde.
Während die Tonnageunterschiede beider Schiffe äußerlich nur schwer zu erkennen waren, war die unterschiedliche Anordnung des Brückenturms auf verschiedenen Seiten der Flugdecks beider Schiffe ein eindeutiges Unterscheidungsmerkmal. Während die ersten japanischen Flugzeugträger überhaupt keinen Brückenturm besaßen, wurde schnell klar, dass die bisherige Praxis einer Brücke unterhalb des Flugdecks zu wenig Übersicht für die Schiffsführung bot. Die Sōryū erhielt deshalb einen kleinen Brückenturm an der Steuerbordseite des Flugdecks. Sein Gewicht ruhte auf einer Stützkonstruktion an der Rumpfseite, so dass die Fläche des Flugdecks durch die Brücke nicht verkleinert wurde. Die Hiryū erhielt ihren Turm dagegen in vergrößerter Form an der Backbordseite. Dieses Experiment war schon zuvor bei der Akagi durchgeführt worden, da man errechnet hatte, dass die Konfiguration einen größeren Brückenaufbau erlauben würde, denn das Gewicht der an Steuerbord positionierten Schornsteine würde das Gewicht der Brückenaufbauten ausgleichen. Die Idee hatte aber auf beiden Schiffen ähnlich schwerwiegende Folgen. Die heißen Abgase aus den Steuerbordschornsteinen wurden jetzt ungebremst über das Flugdeck geweht und der vergrößerte Brückenaufbau der Hiryū verursachte starke Turbulenzen, die den Flugbetrieb anfälliger für Unfälle machten. Kein japanischer Flugzeugträger erhielt je wieder einen Brückenturm auf der Backbordseite.

## Antriebsanlagen
Die Antriebsanlagen entsprachen denen der Schweren Kreuzer der Mogami-Klasse. Sie bestanden aus zehn mit Schweröl befeuerten Kesseln, mit denen der Dampf zum Betrieb von vier Dampfturbinen erzeugt wurde. Diese Turbinen übertrugen rund 152.000 SHP auf vier Propeller. Die Hiryū erreichte so eine Geschwindigkeit von bis zu 34,5 Knoten, die Spitzengeschwindigkeit der Sōryū war infolge ihres geringeren Gewichts mit 34,9 Knoten etwas höher. Der mitgeführte Schwerölvorrat von rund 3750 tn.l. bei der Hiryū und 3400 tn.l. Sōryū erlaubte eine Reichweite von rund 7750 Seemeilen bei einer Geschwindigkeit 18 Knoten für die Sōryū, während die Reichweite der Hiryū etwas geringer war.
Die Abgase der Kessel wurden über Rohrleitungen an der Steuerbordseite durch das untere Hangardeck geführt und schließlich auf Höhe des oberen Hangardecks über zwei Schornsteine aus dem Schiff geleitet.

## Bewaffnung und Feuerleitsystem

### Schwere Flugabwehrwaffen
Jedes Schiff erhielt sechs Zwillingslafetten mit 12,7-cm-Kanonen Typ 89, drei auf jeder Schiffsseite. Die Steuerbordlafette achtern der Schornsteinauslässe war vom Typ 89 A1 Modell 2 und mit einem Gehäuse zum Schutz der Geschützmannschaften vor Abgasen ausgestattet, während die übrigen fünf Lafetten keinen solchen Schutz besaßen. Die Geschütze wurden auf der Sōryū zunächst mit drei Typ-91-Feuerleitgeräten gesteuert, während die Hiryū bereits die moderneren Typ-94-Leitgeräte erhielt. Ein Leitgerät stand je an Backbord und Steuerbord neben dem Flugdeck, ein drittes auf der Spitze des Brückenaufbaus.

### Leichte Flugabwehrwaffen
Die Flugabwehrbewaffnung für den Nahbereich der Sōryū bestand aus 28 2,5-cm-Kanonen Typ 96. Sie waren in elf offenen und drei geschlossenen Lafetten verbaut. Nur die drei Zwillingslafetten hinter dem Schornstein der Steuerbordseite besaßen ein Gehäuse zum Schutz der Mannschaft vor Abgasen. Drei Zwillingslafetten standen am Bug unmittelbar unter der Vorderkante des Flugdecks, sechs waren an der Backbord-, fünf an der Steuerbordseite des Flugdecks montiert.
Die Flugabwehrbewaffnung für den Nahbereich der Hiryū bestand aus 31 2,5-cm-Kanonen Typ 96. Die 2,5-cm-Waffen waren in elf offenen und drei geschlossenen Lafetten verbaut. Die drei Zwillingslafetten hinter dem Schornstein der Steuerbordseite besaßen ein Gehäuse zum Schutz der Mannschaft vor Abgasen. Zwei Zwillingslafetten standen am Bug, unmittelbar unter der Vorderkante des Flugdecks, die drei Lafetten mit Gehäuse waren an der Steuerbordseite des Flugdecks hinter dem Schornstein montiert. Zwei 2,5-cm-Drillingslafetten standen auf der Steuerbordseite vor dem Schornstein, auf der Backbordseite standen fünf 2,5-cm-Drillingslafetten.
Die leichten Flugabwehrwaffen wurden durch fünf Typ-95-Leitgeräte gelenkt, von denen zwei an den Schiffsseiten und eines am Bug aufgestellt waren.

## Einrichtungen für den Flugbetrieb
Das hölzerne Flugdeck auf beiden Schiffen war knapp 217 Meter lang bei einer maximalen Breite des Decks von 26 Metern. Es befanden sich neun Fangseile auf dem Flugdeck.
Die Schiffe hatten drei Aufzüge, um Flugzeuge aus den beiden übereinanderliegenden Hangars an Deck zu heben oder abzusenken. Die beiden hinteren Aufzüge waren etwas kleiner als der vordere; sie waren sämtlich ins Flugdeck integriert und nicht an den Schiffsseiten angebracht. So konnten die hinteren beziehungsweise vorderen Aufzüge nur verwendet werden, wenn kein Lande- oder Startbetrieb stattfand.

## Schutzsysteme

### Struktureller Schutz
Die Sōryū-Klasse erhielt ein einfaches integriertes, strukturelles Schutzsystem ohne zusätzliche Torpedowülste, das sich aus dem Gürtelpanzer, einem kleinen Expansionsraum und einem dünnen Innenschott zusammensetzte.

### Panzerschutz
Der Schutz der lebenswichtigen Teile der Schiffe gegen Beschuss mit flacher und steiler Flugbahn war vergleichsweise schwach und zu Gunsten der Geschwindigkeit geopfert worden. Die Sōryū besaß einen 4,5 cm starken Gürtelpanzer und ein nur 2,5 cm dickes horizontales Panzerdeck, das sich zwischen dem unteren Hangardeck und den Maschinenräumen befand. Lediglich über den Munitionskammern erhöhte sich dessen Stärke auf 5,5 cm.
Die Hiryū wurde mit einem abgewandelten Panzerschutz ausgestattet und ihr Schutzsystem an den Schiffsseiten wurde mit einem Gürtelpanzer von 8,8 cm Dicke verbessert. Zum Schutz der empfindlichen Magazine mit den Fliegerbomben und Torpedos war der Gürtelpanzer an diesen Stellen zusätzlich mit Panzerung hinterfüttert und erreichte so fast 15 cm Dicke an diesen Stellen der Hiryū, was sie weit weniger anfällig für Treffer in diesen Bereichen machte als ihr Schwesterschiff.

## Schiffe derSōryū-Klasse

### Sōryū
Die Sōryū wurde im November 1934 von der Marinewerft in Kure auf Kiel gelegt und lief im Dezember 1935 vom Stapel. Ihre Indienststellung erfolgte Ende Dezember 1937. Im Pazifikkrieg bildete sie mit ihrem Schwesterschiff die 2. Flugzeugträgerdivision. Im Dezember 1941 war sie einer der Träger beim Angriff auf Pearl Harbor und später beim Einsatz gegen amerikanische Truppen auf Wake. 1942 führte sie zahlreiche Operationen um die Neuguinea durch und wurde schließlich am 4. Juni 1942 in der Schlacht um Midway von drei schweren Fliegerbomben getroffen, woraufhin sie infolge der Schäden am Abend des Tages unterging.

### Hiryū
Die Hiryū wurde im Juli 1936 von der Marinewerft in Yokosuka auf Kiel gelegt und lief im November 1937 vom Stapel. Anfang Juli 1939 wurde sie in Dienst gestellt. Sie war das zweite Schiff der 2. Flugzeugträgerdivision und nahm an den japanischen Angriffen auf Pearl Harbor und Wake teil. Nach Operationen im Südpazifik war sie in der Schlacht um Midway im Juni 1942 der letzte noch einsatzfähige japanische Träger und die Angriffe ihrer Flugzeuge führten zum Untergang des US-amerikanischen Trägers Yorktown. Im späteren Verlauf der Schlacht erhielt die Hiryū jedoch vier Treffer von Fliegerbomben und wurde so schwer beschädigt, dass sie von der Besatzung aufgegeben werden musste.